# سیارک ۴۵۵۳
سیارک ۴۵۵۳ (به انگلیسی: 4553 Doncampbell، نامگذاری:1982RH) چهار هزار و پانصد و پنجاه و سومین سیارک کشف شده‌است که در ۱۵ سپتامبر ۱۹۸۲ کشف شد.
قدر مطلق سیارک برابر ۱۲٫۸۰ است.